# Episimus lupata
Episimus lupata is een vlinder uit de familie van de bladrollers (Tortricidae). De wetenschappelijke naam van de soort is voor het eerst gepubliceerd in 1912 door Edward Meyrick.
De soort is ontdekt in Colombia (San Antonio) op een hoogte van 1800 meter.